# Andrij Mychajlovyč Chomyn
Andrij Mychajlovyč Chomyn (in ucraino Андрій Михайлович Хомин?, traslitterazione anglosassone: Andriy Mykhaylovych Khomyn; 2 gennaio 1982) è un ex calciatore ucraino, di ruolo difensore.

## Carriera
In carriera ha giocato 209 partite nella prima divisione ucraina e 6 partite nella prima divisione lettone.